# Транспозиція (музика)
Транспозиція, або транспонування — перенесення музичного твору з однієї тональності в іншу тональність того ж нахилу без усякої зміни. Транспозиція застосовується як в тональній музиці (т.зв. «тональна транспозиція»), так і в атональній. Наприклад, в додекафонії транспозиція визначається як перенесення серії звуків на один із 12-ти ступенів темперованого звукоряду.Або пренесення нот в наступну напр: до до мі сі --> ре ре фа до.